# Imagen y Sonido
Imagen y Sonido va ser una revista catalana de fotografia, amb alguns continguts sobre cinema i so, editada a Barcelona amb la intenció de renovar els plantejaments artístics.
Fundada i dirigida pel crític i dinamitzador cultural Josep Maria Casademont s'editava mensualment amb una línia editorial molt propera al documentalisme fotogràfic, continuant el camí iniciat per la revista AFAL. No obstant això, aquesta revista sempre va estar propera al moviment associacionista de l'època. Casademont, que també dirigia la galeria Aixelà, comptava amb la col·laboració del crític Gabriel Querol, que recolzava el moviment neorealista en la fotografia espanyola i el reportatge amb contingut social. Entre els autors que van poder publicar treballs experimentals en la revista es trobaven Ramón Bargués, Roser Martínez Rochina i Ton Sirera.
El 1969, després d'haver publicat 35 exemplars de la revista, Casademont va ser substituït per G. Pasías Lomelino encara que després va escriure diversos articles amb el pseudònim d'«Aquil·les Pujol». La revista va continuar publicant-se fins al 1980, encara que va canviar el seu nom per Eikonos el 1975.